# Dzynamite Records
Dzynamite Records är ett svenskt skivmärke från Malmö som grundades av Torbjörn Jörgensen och Ole Bang. Bolaget producerade interaktiva CD, och var pionjärer inom formatet CD-ROM. Bolagets CD-skivor kombinerade musik med datorfiler såsom biografier, bilder och video.

## Historia
Dzynamite Records grundades 1995 av Torbjörn Jörgensen. Bolaget fokuserade på heavy metal, men även dans och barnproduktion. I Skandinavien distribuerades skivorna av Virgin Records och i andra länder av SPV GmbH och Metal Blade Records. Bolaget experimenterade med digitala filer och producerade material för ett nytt format, CD-ROM. 
Dzynamite Records producerade en promotion-CD med alla sina heavy metal-band, vilken uppmärksammades internationellt[källa behövs]. Bolaget producerade en musik-CD till julkalendern Lasse och Morgans Jul med Morgan Alling och Lasse Beischer. Gruppen NME Within producerade ett par remixer där heavy metal blandades med hiphop. Artister som Håkan Hemlin och Mac One (Patrik Larsson) gästade tillsammans med ordinarie sångare i bandet.